# Pat Brady (homme politique)
Pour les articles homonymes, voir Pat Brady et Brady.
Pat Brady, né le 8 avril 1961 à Bloomington, est un homme politique américain.
De 2009 à 2013, il est président du Parti républicain de l'Illinois.